# История почты и почтовых марок Мальтийского ордена
История почты и почтовых марок Мальтийского ордена условно подразделяется на ранние мальтийский и римский периоды и современный этап. Последний ведёт отсчёт с мая 1966 года, с момента основания в Риме почты Суверенного Военного Странноприимного Ордена Святого Иоанна, Иерусалима, Родоса и Мальты. Она выпускает собственные почтовые марки, однако не признана Всемирным почтовым союзом.

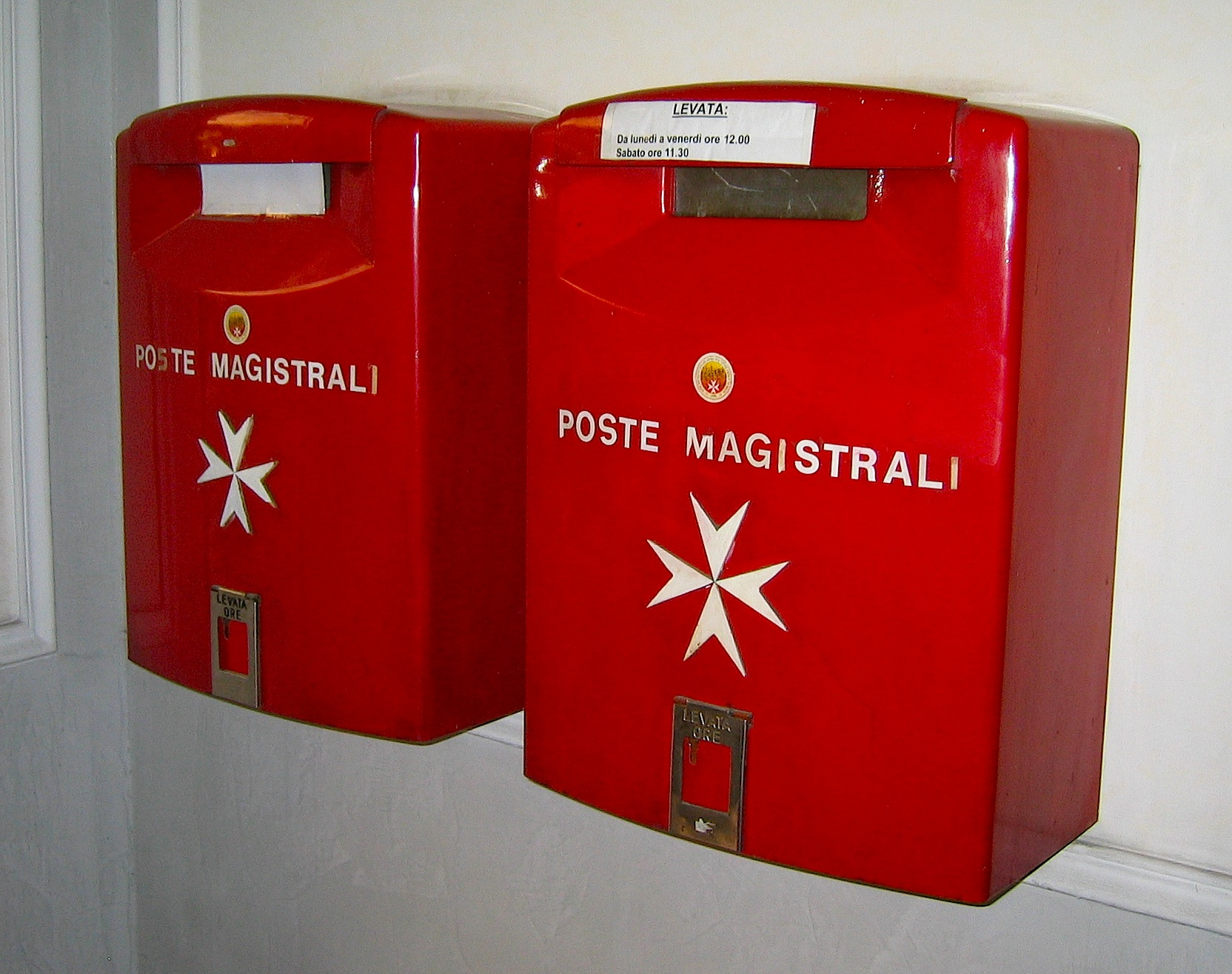
Почтовые ящики Мальтийского ордена в штаб-квартире в Риме

## Развитие почты
Курьерская почтовая служба для нужд руководства Ордена была основана в 1571 году, во времена пребывания госпитальеров (мальтийских рыцарей) на Мальте (1530—1798). Она поддерживала связь между Мальтой и сетью опорных пунктов Ордена в Европе. С 1612 года эта служба стала доступна для населения Мальты, и к середине XVIII века объём пересылаемой корреспонденции увеличился настолько, что это привело к возрастанию почтового сбора. В 1834 году Орден обосновался в Риме (см. Владения Мальтийского ордена).
Современная история почты Мальтийского ордена началась 20 мая 1966 года, когда была учреждена его почтовая администрация — Poste Magistrali.

## Выпуски почтовых марок

### Первые марки
15 ноября 1966 года была выпущена первая серия из девяти марок Ордена. На них были изображены различные символы Ордена и иконография. На марках имеется надпись итал. «Sovrano militate ordine di Malta / Poste Magistrali».

### Последующие эмиссии
Первый почтовый блок вышел в декабре 1968 года. Он включал в себя три марки с репродукциями фламандских гобеленов с изображением Иоанна Крестителя.
Первоначально марки Ордена печатались в Лондоне, в типографии De La Rue, затем в Риме, в Государственном полиграфическом институте и монетном дворе. К началу 1980-х годов для Ордена было изготовлено уже свыше 120 различных марок и блоков.

### Тематика
Марки, издающиеся Мальтийским орденом, посвящены, в основном, его истории, видным деятелям, благотворительной и гуманитарной деятельности, его художественному наследию и религиозным темам. Каждый год выходят миниатюры в честь Святого Иоанна Крестителя, покровителя Ордена и марки в честь Рождества. Выпуск марок является важной статьёй дохода Ордена.

### Статус марок Ордена
Администрация Ордена подписала ряд двусторонних почтовых договоров, согласно которым его марки принимаются подписавшими договор странами в качестве знаков почтовой оплаты.

#### Договоры с Мальтой и Римом
В мае 1975 года почтовые ведомства Мальты и Мальтийского ордена заключили почтовое соглашение, согласно которому мальтийская почта обязалась пересылать корреспонденцию, оплаченную марками Мальтийского ордена и гашёную календарными штемпелями и штемпелями первого дня почтовой администрации Ордена.
13 марта 1979 года почтовое руководство Италии подписало договор с Мальтийским орденом о признании его почтовых марок официальными выпусками. Согласно этому договору итальянская почта обеспечивает доставку корреспонденции, оплаченной марками Ордена, как внутри страны, так и направление её за границу. С момента подписания договора с Италией марки Мальтийского ордена стали полноправными знаками почтовой оплаты. Однако это относится только к вновь выпускаемым маркам, правовое же состояние прежних 39 выпусков не определено, и они могут считаться знаками почтовой оплаты лишь условно.
С конца ноября 2004 года марки Суверенного Военного Мальтийского Ордена имеют хождение в Италии наряду с сан-маринскими и ватиканскими. До этого времени итальянские власти запрещали обращение марок Ордена на национальной территории.

#### Признание марок в мире
В настоящее время Мальтийский орден заключил ряд других почтовых договоров. Согласно им корреспонденция, франкированная марками Суверенного Мальтийского ордена, признаётся подписавшими договор странами, при условии если она отправлена из почтового отделения Ордена, расположенного на улице Бокка-ди-Леоне, 68 в Риме.
Следующие государства признают марки Ордена, хотя сама почта Ордена остаётся не признанной Всемирным почтовым союзом:
- Австрия
- Аргентина
- Белоруссия
- Бенин
- Боливия
- Болгария
- Буркина-Фасо
- Ватикан
- Венгрия
- Габон
- Гвинея
- Гвинея-Бисау
- Гондурас
- Грузия
- Демократическая Республика Конго
- Доминиканская Республика
- Италия
- Кабо-Верде
- Камерун
- Канада
- Коморские Острова
- Коста-Рика
- Кот-д’Ивуар
- Куба
- Либерия
- Ливан
- Литва
- Мадагаскар
- Мали
- Монголия
- Нигер
- Никарагуа
- Панама
- Парагвай
- Польша
- Португалия
- Республика Конго
- Сальвадор
- Сан-Марино
- Сан-Томе и Принсипи
- Сейшельские Острова
- Сенегал
- Словакия
- Словения
- Сомали
- Сьерра-Леоне
- Того
- Уругвай
- Хорватия
- Центральноафриканская Республика
- Чад
- Черногория
- Чехия
- Чили
- Эквадор

## Другие знаки почтовой оплаты
Орденом также эмитируются:
- аэрограммы,
- картмаксимумы,
- конверты первого дня,
- доплатные марки и
- маркированные почтовые карточки[3].

## Филателистические аспекты
Филателистическая продукция Ордена пользуется большим спросом у коллекционеров и является выгодным способом пополнения кассы Ордена.